# Pinjarra
Pinjarra è una città situata nella regione di Peel, in Australia Occidentale; essa si trova 86 chilometri a sud di Perth ed è la sede della Contea di Murray. Al censimento del 2011 contava 4 254 abitanti.